# Komárov (Boêmia do Sul)
Komárov é uma comuna checa localizada na região da Boêmia do Sul, distrito de Tábor.